# ヴァンサン・ミュラトリ
ヴァンサン・ミュラトリ（Vincent Muratori, 1987年8月3日 - ）は、フランス・ヴォクリューズ県オランジュ出身の元サッカー選手。現役時代のポジションは左サイドバック。

## 経歴
ASモナコの下部組織で育つ。2007-08シーズンジェレミ・ベルトとのポジション争いに勝ち、左サイドバックでスタメンに定着すると、それまで年代別で呼ばれたことのなかったがU-21フランス代表に招集される。

## 所属クラブ
- 2007-2012  ASモナコ
- 2012-2020  ASナンシー
- 2021-2023  RCペイ・ド・グラース

この項目は、ウィキプロジェクト サッカー選手の「テンプレート」を使用しています。

| スタブアイコン | サブスタブ | この項目は、まだ閲覧者の調べものの参照としては役立たない、サッカー選手に関連した書きかけの項目です。この項目を加筆・訂正などしてくださる協力者を求めています（P:サッカー/PJ:サッカー選手/PJ:女子サッカー）。 |